# Jõuluvalgus
"Jõuluvalgus" je studiové album Getter Jaani, které bylo vydáno na platformě Moonwalk Records v roce 2011.

## Seznam skladeb
| №  | Skladba                                                           | Autor hudby                 | Autor textu               | Délka |
| -- | ----------------------------------------------------------------- | --------------------------- | ------------------------- | ----- |
| 01 | Jõuluvalgus                                                       | Sven Lõhmus                 | Sven Lõhmus               | 4:11  |
| 02 | Little Drummer Boy                                                | Katherine Kennicott Davis   | Katherine Kennicott Davis | 2:28  |
| 03 | Talveöö                                                           | Agu Tammeorg                | Ott Arder                 | 3:15  |
| 04 | Talvevõlumaa                                                      | Felix Bernard               | Vello Salumets            | 2:09  |
| 05 | Last Christmas                                                    | George Michael              | George Michael            | 3:31  |
| 06 | Sulle kes sa kaugel                                               | Heini Vaikmaa               | Leelo Tungal              | 3:03  |
| 07 | Petit Papa Noël                                                   | Henri Martinet              | Raymond Vincy             | 2:40  |
| 08 | Where Are You, Christmas?                                         | James Horner, Will Jennings | Mariah Carey              | 3:00  |
| 09 | Laps peab sündima                                                 | Ciro Dammicco (Zacar)       | Kaari Sillamaa            | 1:52  |
| 10 | Oh kuusepuu                                                       |                             |                           | 2:06  |
| 11 | Aisakell / Saanisõit / Jõulukellad / Jõulutaat on meie poole teel |                             |                           | 3:48  |